# Listă de formații gothic rock
Aceasta este o listă de formații gothic rock

## 0-9
- 45 Grave

## A
- A Spectre is Haunting Europe
- Alien Sex Fiend
- All About Eve
- All Living Fear
- And Also The Trees
- Andi Sexgang
- Ausgang
- Absinthee
- Arc gotic

## B
- Balaam and the Angel
- Bauhaus
- Bella Morte
- Big Electric Cat
- The Birthday Party
- Bitter Grace
- The Bolshoi
- The Breath Of Life
- Burning Image

## C
- Caelum Bliss
- Children on Stun
- Christian Death
- Cinema Strange
- Clan of Xymox
- Corpus Delicti
- Cranes
- The Creatures
- The Cult
- The Cure

## D
- The Damned
- Danielle Dax
- Danse Society
- Devil Doll
- Ding An Sich

## E
- Elusive
- Era Nocturna
- Ex-Voto
- Eva O

## F
- Faith and the Muse
- Fields of the Nephilim
- The Flesh Eaters
- Flesh for Lulu
- Flowers of Romance
- Frank the Baptist

## G
- Gabinete Caligari
- Garden of Delight
- Gene Loves Jezebel
- Ghost Dance
- The Ghost of Lemora
- Gitane Demone
- Gloria Mundi
- The Gun Club

## H
- Hate in the Box
- Hatesex
- Human Drama

## I
- Ikon
- Into A Circle
- In Camera
- Inkubus Sukkubus

## J
- Jordana Divinorum

## K
- Kommunity FK

## L
- The Last Dance
- The Last Days of Jesus
- The Legendary Pink Dots
- Libitina
- London After Midnight
- The Lords of the New Church
- Love and Rockets
- Love Like Blood
- Lycia

## M
- The Machine in the Garden
- The March Violets
- Mephisto Walz
- The Merry Thoughts
- Metro Decay
- Mighty Sphincter
- Miranda Sex Garden
- The Mission UK
- Mistle Thrush
- Mors Syphilitica

## N
- The Naked and the Dead
- NFD
- Nichts
- Nightmare
- Nosferatu

## O
- Opened Paradise

## P
- Parálisis Permanente
- Paralítikos
- Para Bellvm
- Penis Flytrap
- Peter Murphy
- The Phantom Limbs
- Play Dead
- Pronoian Made
- Psi-com

## R
- Radio Werewolf
- Red Lorry Yellow Lorry
- Red Temple Spirits

- Rhea's Obsession
- Rosetta Stone
- Rozz Williams
- Russian Love

## S
- Screams for Tina
- Sensorium
- Sex Beat
- Sex Gang Children
- Shades of Pale
- Shadow Project
- The Shroud
- Siouxsie & the Banshees
- The Sisterhood
- The Sisters of Mercy
- Skeletal Family
- Solemn Novena
- Sopor Aeternus
- Southern Death Cult
- Specimen
- Strange Boutique
- Super Heroines

## T
- Tears for the Dying
- Theatre of Hate
- Theatre of Ice
- Tones on Tail
- Two Witches

## U
- UK Decay

## V
- Veer Chasm
- The Virgin Prunes
- Voodoo Church
- The Vyllies

## W
- The Wake
- The Way of All Flesh
- The Wolfgang Press

## X
- Xmal Deutschland

## Y
- Yell-O-Yell

## Z
- Zeitgeist